# Ага Шахи
Ага Шахи (англ. Agha Shahi; 25 августа 1920, Бангалор — 6 сентября 2006, Исламабад) — пакистанский государственный деятель. Был 13-м министром иностранных дел Пакистана.

## Биография
Ага Шахи был министром иностранных дел с 1978 по 1982 год. Он также занимал должность постоянного представителя Пакистана при ООН и представлял Пакистан в Совете Безопасности ООН с 1968 по 1969 год. Более десяти лет он возглавлял делегации Пакистана на сессиях Генеральной Ассамблеи ООН, конференции Движения неприсоединения и Организации Исламская конференция.
В народе был известен как сторонник жёсткой линии дипломатии. Ага Шахи понимал трудности, с которыми Пакистан столкнулся в мире, но по-прежнему старался использовать дипломатию как инструмент для продвижения национальных интересов Пакистана. После ввода советских войск в Афганистан в 1979 году он стал одним из инициаторов курса на сближение с США и запуска масштабных программ военной помощи США Пакистану. Однако он придерживался осторожного подхода в отношениях с Вашингтоном; такая позиция не была разделена военным правителем Пакистана Зия-уль-Хаком, что стало причиной отставки Ага Шахи с должности министра иностранных дел.
С 1982 по 2006 год член Комитета по ликвидации расовой дискриминации.
Ага Шахи скончался в Исламабаде на 86-м году жизни. Он перенёс сердечный приступ в Карачи, по возвращении из Женевы после трёхнедельного визита. Затем он был доставлен на лечение в Исламабад, где и скончался.